# Universidad Técnica de Creta
La Universidad Técnica de Creta (en griego: Πολυτεχνείο Κρήτης) (o Politécnico de Creta) es una universidad pública que fuz creada en 1977 en La Canea. Se compone de cerca de 270 profesores para 2150 alumnos (en 2006).